# Calle Junín (Tucumán)
La Calle Batalla de Junín es una calle de San Miguel de Tucumán, Tucumán, Argentina. Se extiende desde la avenida 24 de septiembre y Ayacucho hasta la avenida Francisco de Aguirre. Lleva su nombre en honor a la Batalla de Junín, librada en 1824 en Perú por el Ejército Unido Libertador y el Ejército Realista, triunfando el primero y siendo decisivo para mantener la independencia de los países hispanoamericanos.

## Historia
La calle fue creada con el trazado original de la ciudad en 1685, siendo extendida hacia el norte tras el ensanche de 18,30 metros de ancho de las calles de la ciudad en la intendencia de José Padilla en 1887. Durante el siglo XX se construyeron residencias, comercios y se instalaron instituciones como la casa de la familia Salvatierra Frías, el Mercado del Norte, la parroquia San Marón, la primera ubicación del Hospital de Niños (actual Brigada de Investigaciones), el Policlínico de la Corporación de Médicos (actual Sanatorio Sarmiento), entre otros.
También sobre esta calle, muchos inmigrantes sirio-libaneses se asentaron allí, dedicándose al sector comercial. En 1988 la calle Junín, junto a otras calles del centro tucumano, cambió de sentido por razones de mayor fluidez en la circulación vehicular al pasar a tener sentido sur-norte.

## Sitios de Interés
A lo largo de esta calle se desarrollan varios lugares de interés y emblemáticos:
- Edificio Banco Hipotecario Nacional (actual Librería Cúspide)
- Mercado del Norte
- Edificio La Fénix del Norte
- Parroquia Nuestro Señor del Milagro y San Marón
- Hotel Miami
- Instituto JIM
- Sanatorio Sarmiento
- Brigada de Investigaciones de la Policía de Tucumán
- Seminario Mayor de Tucumán
- Hotel Le Park